# 奧托 (阿拉巴馬州)
奧托（英語：Otho）是一個位於美國阿拉巴馬州亨利縣的非建制地區。該地的面積和人口皆未知。

## 地理
奧托的座標為31°41′23″N 85°07′47″W / 31.68972°N 85.12972°W，而該地的平均海拔高度為66米（即217英尺）。